# Peromyia scutellata
Peromyia scutellata är en tvåvingeart som beskrevs av Boris Mamaev 1990. Peromyia scutellata ingår i släktet Peromyia och familjen gallmyggor. Arten är reproducerande i Sverige. Inga underarter finns listade i Catalogue of Life.